# Mikroregion Brumado

Mikroregion Brumado

Mikroregion Brumado – mikroregion w brazylijskim stanie Bahia należący do mezoregionu Centro-Sul Baiano. Ma powierzchnię 14.322,49150 km²

## Gminy
- Aracatu
- Brumado
- Caraíbas
- Condeúba
- Cordeiros
- Guajeru
- Ituaçu
- Maetinga
- Malhada de Pedras
- Piripá
- Presidente Jânio Quadros
- Rio do Antônio
- Tanhaçu
- Tremedal